# Susan Leigh Star
Susan Leigh Star (geboren als Susan Lee Kippax) (1954 - 2010) was een Amerikaanse wetenschapssociologe gespecialiseerd in de studie van informatie, classificatie en standaardisatie in de moderne samenleving. Ze liet zich vaak inspireren door feministische filosofie en actor-netwerktheorie. Ze is vooral bekend vanwege het introduceren van de term van grensobject (boundary object) in een artikel van 1989 (samen met James Griesemer). Een grensobject verwijst naar zaken zoals specimens, veldnota's en kaarten die informatie dragen die op radicaal andere manieren kunnen worden gebruikt door verschillende, aangrenzende gemeenschappen.
Ze was getrouwd met de socioloog Geoffrey Bowker.